# Becoming Elizabeth
Becoming Elizabeth är en brittisk historisk och biografisk dramaserie vars första säsong hade premiär 12 juni 2022. Seriens första säsong bestod av åtta avsnitt. Serien är skapad av Anya Reiss som även medverkat i manusskrivandet.

## Handling
Serien kretsar kring Elizabeth I och hennes väg mot att bli Englands drottning.

## Rollista i urval
- Alicia von Rittberg – Elizabeth Tudor
- Romola Garai – Mary Tudor
- Jessica Raine – Catherine Parr
- Tom Cullen – Thomas Seymour
- Bella Ramsey – Jane Grey
- Jamie Parker – John Dudley
- Oliver Zetterström – King Edward VI
- John Heffernan – Edward Seymour
- Jamie Blackley – Lord Robert Dudley
- Jacob Avery – Lord Guildford Dudley
- Alexandra Gilbreath – Kat Ashley
- Leo Bill – Henry Grey
- Ekow Quartey – Pedro
- Alex Macqueen – Stephen Gardiner
- Olivier Huband – ambassadör Guzman
- Robert Whitelock – Robert Kett
- Ruby Ashbourne Serkis – Amy Robsart